# Festucalex prolixus
Festucalex prolixus är en fiskart som beskrevs av Dawson 1984. Festucalex prolixus ingår i släktet Festucalex och familjen kantnålsfiskar. Inga underarter finns listade i Catalogue of Life.